# Elecciones generales de Kenia de 2017
Las elecciones generales de Kenia de 2017 se llevaron a cabo el 8 de agosto del mismo año para elegir al Presidente, los miembros del Parlamento y los gobiernos descentralizados. El presidente en funciones Uhuru Kenyatta fue reelecto en el cargo con el 54% de los votos, resultado que su principal oponente, Raila Odinga, se negó a aceptar.
Después de que Odinga impugnara los resultados ante la Corte Suprema, los resultados fueron anulados y se ordenaron nuevas elecciones en un plazo de 60 días.

## Sistema electoral
El Presidente de Kenia es elegido usando una versión modificada del sistema de dos rondas: para ganar en la primera ronda, un candidato debe recibir más del 50% de los votos y el 25% de los votos en al menos 24 de los 47 condados.
Los 337 miembros de la Asamblea Nacional son elegidos por dos métodos; 290 son elegidos en circunscripciones de un solo miembro por escrutinio mayoritario uninominal (mayoría simple). Los 47 restantes están reservados para mujeres, y son elegidos de circunscripciones unipersonales basadas en los 47 condados, también usando el sistema de mayoría simple. Los 67 miembros del Senado son elegidos por cuatro métodos; 47 son elegidos en circunscripciones de un solo miembro basadas en los condados y electos por mayoría simple. A las partidos se les asigna una cuota de 16 escaños para mujeres, dos para jóvenes y dos para personas discapacitadas sobre la base de su cuota de escaño.

## Acontecimientos

### Asedio en la casa de William Ruto
El 29 de julio de 2017, la casa del vicepresidente William Ruto fue atacada por un hombre local armado con un machete. Durante el asedio, el vicepresidente y su familia no estuvieron presentes. El asaltante primero agredió al guardia de servicio, lo mantuvo como rehén y luego lo mató. El asedio duró 18 horas antes de que las fuerzas especiales de la policía de Kenia dispararan al atacante causándole la muerte. Los motivos del atacante eran desconocidos y los miembros del público no sabían cómo un hombre armado con un machete mantuvo a las fuerzas de policía de élite durante 18 horas.

### Asesinato de Msando
El 27 de julio de 2017, dos cuerpos fueron encontrados en las afueras de Nairobi. Uno de los muertos, Christopher Msando, era el jefe de información, comunicación y tecnología de la Comisión Electoral Independiente y de Límites. Él desempeñó un papel importante en el desarrollo del nuevo sistema de votación para la elección. Su cuerpo mostraba claras marcas de tortura antes de ser asesinado por razones poco claras. Junto a él estaba el cuerpo de una mujer de 21 años, Maryanne Ngumbu. El FBI y Scotland Yard se ofrecieron para ayudar en la investigación.

## Resultados

### Presidente
| Candidato                          | Vicepresidente                     | Partido/Coalición                  | Votos      | %     |
| ---------------------------------- | ---------------------------------- | ---------------------------------- | ---------- | ----- |
| Uhuru Kenyatta                     | William Ruto                       | Partido Júbilo de Kenia            | 8.223.369  | 54,17 |
| Raila Odinga                       | Kalonzo Musyoka                    | Super Alianza Nacional             | 6.822.812  | 44,94 |
| Joseph Nyagah                      | Moses Marango                      | Independiente                      | 38.029     | 0,25  |
| Abduba Dida                        | Titus Ngetuny                      | Alianza por el Cambio Verdadero    | 38.004     | 0,25  |
| Ekuru Aukot                        | Emmanuel Nzai                      | Alianza Tercera Vía de Kenia       | 27.400     | 0,18  |
| Japheth Kaluyu                     | Muthiora Kariara                   | Independiente                      | 11.774     | 0,08  |
| Cyrus Jirongo                      | Joseph Momanyi                     | Partido Democrático Unido          | 11.282     | 0,07  |
| Michael Wainaina                   | Miriam Mutua                       | Independiente                      | 8.870      | 0,06  |
| Votos inválidos                    | Votos inválidos                    | Votos inválidos                    | 411.510    | –     |
| Total                              | Total                              | Total                              | 15.593.050 | 100   |
| Votantes registrados/participación | Votantes registrados/participación | Votantes registrados/participación | 19.743.716 | 79,51 |
| Fuente: IEBC                       |                                    |                                    |            |       |

### Senado
| Partido                                    | Votos | % | Escaños         | Escaños | Escaños | Escaños        | Escaños | Escaños |
| Partido                                    | Votos | % | Circunscripción | Mujeres | Jóvenes | Discapacitados | Total   | +/–     |
| ------------------------------------------ | ----- | - | --------------- | ------- | ------- | -------------- | ------- | ------- |
| Partido Júbilo de Kenia                    |       |   | 24              | 8       | 1       | 1              | 34      | –2      |
| Movimiento Democrático Naranja             |       |   | 13              | 5       | 1       | 1              | 20      | +3      |
| Movimiento Democrático Limpiador           |       |   | 2               | 1       | 0       | 0              | 3       | –2      |
| Congreso Nacional Amani                    |       |   | 2               | 1       | 0       | 0              | 3       | Nuevo   |
| Unión Nacional Africana de Kenia           |       |   | 2               | 1       | 0       | 0              | 3       | 0       |
| Foro para la Restauración de la Democracia |       |   | 1               | 0       | 0       | 0              | 1       | –3      |
| Chama Cha Uzalendo                         |       |   | 1               | 0       | 0       | 0              | 1       | +1      |
| Partido del Desarrollo y las Reformas      |       |   | 1               | 0       | 0       | 0              | 1       | Nuevo   |
| Independientes                             |       |   | 1               | 0       | 0       | 0              | 1       | +1      |
| Invalidos/votos en blanco                  |       | – | –               | –       | –       | –              | –       | –       |
| Total                                      |       |   | 47              | 16      | 2       | 2              | 67      | 0       |
| Votantes registrados/Participación         |       |   | –               | –       | –       | –              | –       | –       |
| Fuente: IPU                                |       |   |                 |         |         |                |         |         |

### Asamblea Nacional
| Partido                                    | Circunscripción | Circunscripción | Circunscripción | Condado (mujeres) | Condado (mujeres) | Condado (mujeres) | Escaños asignados | Total | +/–   |
| Partido                                    | Votos           | %               | Escaños         | Votos             | %                 | Escaños           | Escaños asignados | Total | +/–   |
| ------------------------------------------ | --------------- | --------------- | --------------- | ----------------- | ----------------- | ----------------- | ----------------- | ----- | ----- |
| Partido Júbilo de Kenia                    |                 |                 | 140             |                   |                   | 25                | 6                 | 171   | –33   |
| Movimiento Democrático Naranja             |                 |                 | 62              |                   |                   | 11                | 3                 | 76    | –20   |
| Movimiento Democrático Limpiador           |                 |                 | 19              |                   |                   | 3                 | 1                 | 23    | –3    |
| Congreso Nacional Amani                    |                 |                 | 12              |                   |                   | 1                 | 1                 | 14    | Nuevo |
| Foro para la Restauración de la Democracia |                 |                 | 10              |                   |                   | 1                 | 1                 | 12    | +2    |
| Unión Nacional Africana de Kenia           |                 |                 | 8               |                   |                   | 2                 | 0                 | 10    | +4    |
| Partido Libertad Económica                 |                 |                 | 4               |                   |                   | 1                 | 0                 | 5     | Nuevo |
| Partido Maendeleo Chap Chap                |                 |                 | 3               |                   |                   | 1                 | 0                 | 4     | Nuevo |
| Partido del Desarrollo y las Reformas      |                 |                 | 3               |                   |                   | 1                 | 0                 | 4     | Nuevo |
| Chama Cha Mashinani                        |                 |                 | 2               |                   |                   | 0                 | 0                 | 2     | Nuevo |
| Congreso Nacional Keniano                  |                 |                 | 2               |                   |                   | 0                 | 0                 | 2     | 0     |
| Partido Popular de Kenia                   |                 |                 | 2               |                   |                   | 0                 | 0                 | 2     | Nuevo |
| Partido Democrático de los Pueblos         |                 |                 | 2               |                   |                   | 0                 | 0                 | 2     | +1    |
| Chama Cha Uzalendo                         |                 |                 | 1               |                   |                   | 0                 | 0                 | 1     | –1    |
| Partido Muungano                           |                 |                 | 1               |                   |                   | 0                 | 0                 | 1     | 0     |
| Nuevos Demócratas                          |                 |                 | 1               |                   |                   | 0                 | 0                 | 1     | +1    |
| Partido de Unidad Nacional                 |                 |                 | 1               |                   |                   | 0                 | 0                 | 1     | Nuevo |
| Partido Democrático                        |                 |                 | 1               |                   |                   | 0                 | 0                 | 1     | +1    |
| Partido Alianza Fronteriza                 |                 |                 | 1               |                   |                   | 0                 | 0                 | 1     | Nuevo |
| Partido Agenda Nacional                    |                 |                 | 1               |                   |                   | 0                 | 0                 | 1     | +1    |
| Independientes                             |                 |                 | 13              |                   |                   | 1                 | 0                 | 14    | +10   |
| Invalidos/votos en blanco                  |                 | –               | –               |                   | –                 | –                 | –                 | –     | –     |
| Total                                      |                 |                 | 289             |                   |                   | 47                | 12                | 348   | –1    |
| Votantes registrados/Particiapación        |                 |                 | –               |                   |                   | –                 | –                 | –     | –     |
| Fuente: IPU                                |                 |                 |                 |                   |                   |                   |                   |       |       |

## Reacciones postelectorales
Se anunció el 13 de agosto que el nuevo Parlamento sería juramentado el 22 de agosto, con la segunda inauguración de Kenyatta a seguir una semana más tarde. Sin embargo, la inauguración de Kenyatta fue empujada de nuevo a por lo menos el 12 de septiembre después de que Odinga acordó desafiar los resultados en la Corte. Más tarde se anunció que la reanudación del parlamento keniano se retrasó a más tardar el 7 de septiembre debido a una petición presentada por grupos afiliados a la Federación de Mujeres Abogadas de Kenia (FIDA- Kenia) sobre la falta de mujeres que necesita el nuevo parlamento para cumplir con los dos tercios de los criterios de la regla de género.
El Standard informó más tarde el 22 de agosto que el Parlamento de Kenia volverá a reunirse en la próxima semana. El 23 de agosto, Kenyatta emitió un decreto en el que declaraba que el Parlamento volvería a reunirse el 31 de agosto cuando se reúnan para jurar nuevos miembros y elegir a los respectivos oradores y vicepresidentes.
El 28 de agosto, la Corte Suprema de Kenia escuchó los argumentos de Odinga por primera vez. El permiso fue concedido para permitir a dos agentes del partido gobernante y del partido de Odinga auditar los resultados de IEBC, aunque el abogado de Odinga James Orengo alegó después que el IEBC negaba a su equipo acceso completo a los servidores y otro equipo que transmitió resultados de las mesas de votación al centro de conteo a pesar de la Corte permitió el acceso de "sólo lectura". Los argumentos de clausura concluyeron el 29 de agosto y se anunció que la Corte tomará una decisión el 1 de septiembre en torno a los resultados de las elecciones presidenciales. En ese día, la Corte Suprema anuló la victoria electoral de Kenyatta y ordenó que se llevara a cabo una nueva elección presidencial en 60 días.